# Kommodore Rolin
Die Kommodore Rolin war ein Lotsenstationsschiff, das in der Elbmündung stationiert war. Sie war das erste von sechs typgleichen Schiffen (Kommodore-Rolin-Klasse), die in den Mündungen der Gewässer Elbe, Weser/Jade und Ems stationiert waren. Gebaut wurde die Kommodore Rolin 1958 auf der Meyer-Werft in Papenburg. Ihr Namensgeber Ernst Rudolf Rolin (1863 – 1955) war u. a. Kapitän der "Cap Arcona".
Eigner des Schiffes war das Bundesministerium für Verkehr, Bau und Stadtentwicklung (BMVBS), betrieben wurde es vom Lotsbetriebsverein e. V. Außenstelle Cuxhaven. 
Die Kommodore Rolin wurde im September 2000 als erstes der Lotsenstationsschiffe in der Nordsee außer Dienst gestellt und zunächst in Rendsburg aufgelegt. 2001 wurde das Schiff an das mit gebrauchten Geräten von Werften und Hafenanlagen handelnde Bremer Unternehmen Van Laaten & Kulenkampff GmbH verkauft. Anschließend lag es dann unter dem Namen Kommodore im Fischereihafen in Bremerhaven auf, bevor es schließlich bis Anfang 2006 auf der Elsflether Werft verschrottet wurde.